# Corcieux
Corcieux is een gemeente in het Franse departement Vosges in de regio Grand Est en telt 1650 inwoners (2004). De plaats maakt deel uit van het arrondissement Saint-Dié-des-Vosges.

## Geografie
De oppervlakte van Corcieux bedraagt 17,4 km², de bevolkingsdichtheid is 94,8 inwoners per km².
De onderstaande kaart toont de ligging van Corcieux met de belangrijkste infrastructuur en aangrenzende gemeenten.

## Demografie
Onderstaande figuur toont het verloop van het inwonertal.
Anould · Arrentès-de-Corcieux · Aumontzey · Ban-sur-Meurthe-Clefcy · Barbey-Seroux · La Chapelle-devant-Bruyères · Corcieux · Fraize · Gérardmer · Gerbépal · Granges-sur-Vologne · La Houssière · Liézey · Plainfaing · Le Valtin · Vienville · Xonrupt-Longemer